# Хлопководство в Азербайджане

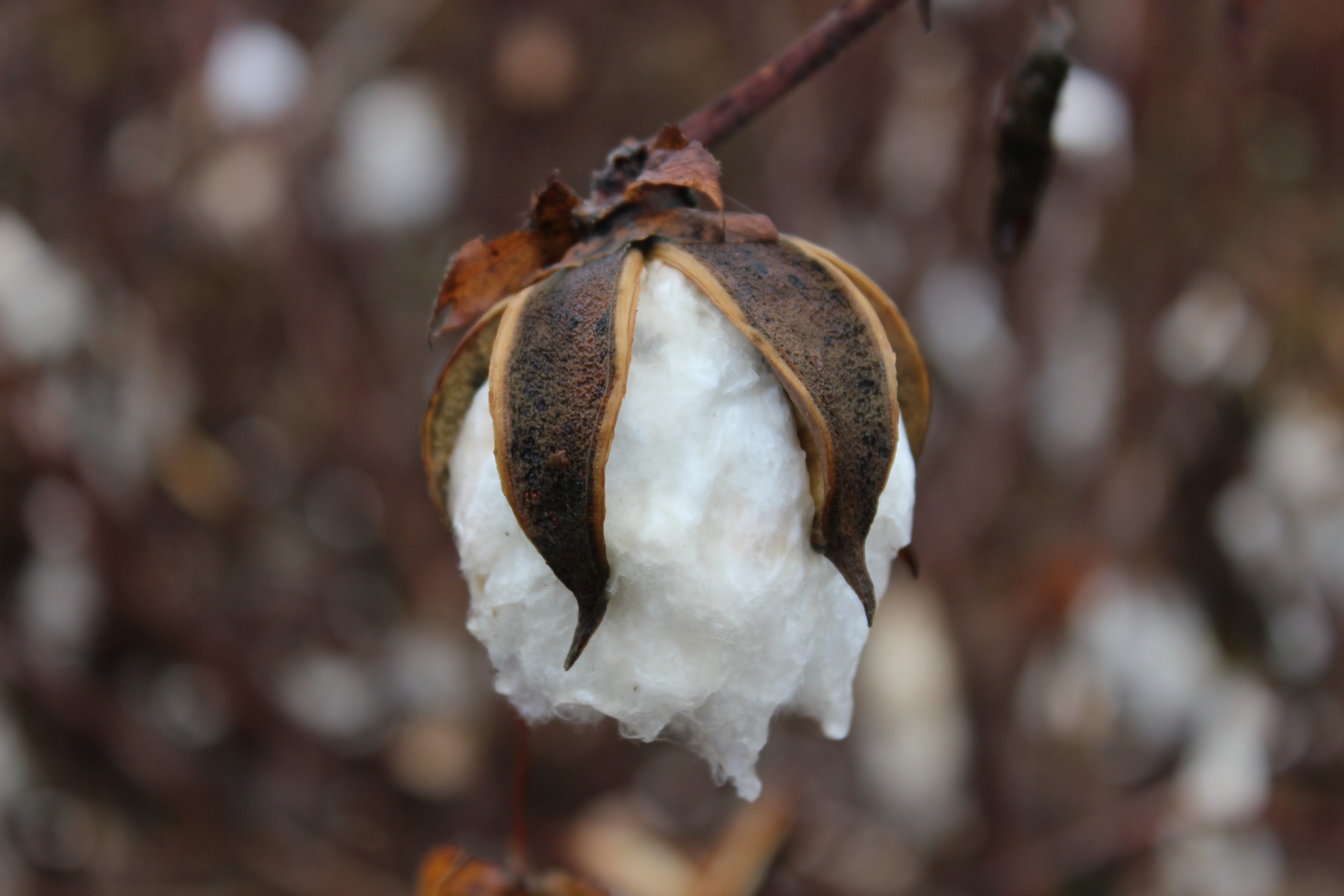
Хлопчатник

Хлопководство в Азербайджане — отрасль сельскохозяйственной промышленности Азербайджана, занимающаяся выращиванием хлопчатника и производством хлопка. Хлопчатник (лат. Gossypium) из семейства мальвовые (лат. Malvaceae) является источником для производства волокон для текстильной промышленности — хлопка. Хлопчатник — растение засухоустойчивое, но не терпит мороз и низкие температуры, вот почему Азербайджан (см. климат Азербайджана) является благополучным местом для выращивания хлопчатника. Расстояние и частота семен зависит от рода растения и схемы их размещения. Хлопчатник необходимо часто поливать и рыхлить почву. Почва во время цветения и созревания плодов должна содержать нужное количество влаги. Семена хлопчатника высеивают, обычно весной, так как почва уже бывает тёплой.

## История

### Развитие
Исторических документов, которые указывали бы на точный период возникновения хлопководства на территории современного Азербайджана не существует. Есть только не полные отрывки в разных документах, где говорится, что издревле народ на этих землях занимался этой отраслью сельского хозяйства. По данным при археологических раскопках в Мингячевире были обнаружены хлопковые мотки и семена V—VI века. В Барде, Нахичевани, Бейлагане, Гяндже, Шамкире и других городах из хлопка готовили материи для экспорта, а в XV веке перевозили хлопковые товары из Шемахи в Россию.

#### В XIX—XX века

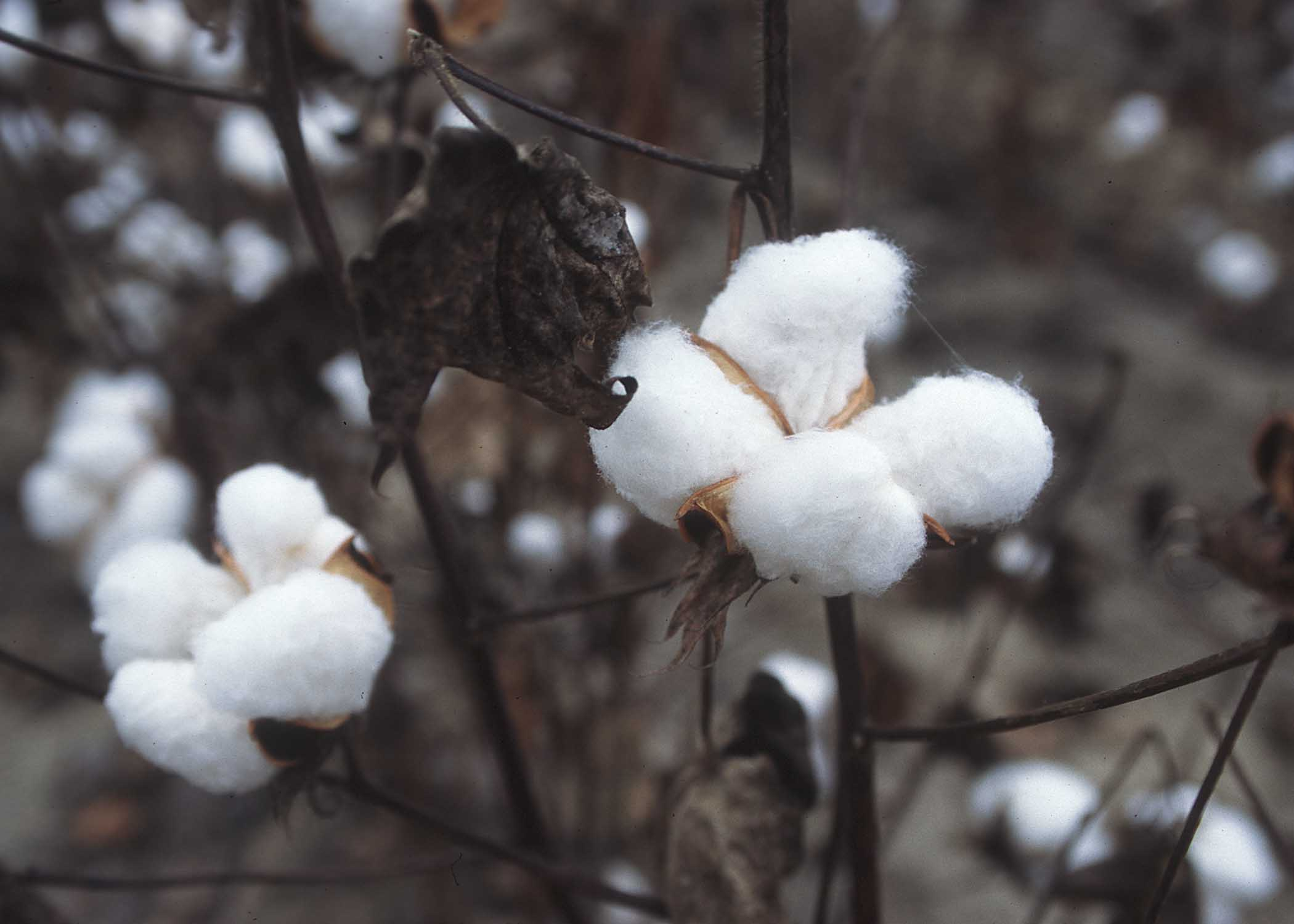
Раскрывшийся бутон хлопка

До XIX века занятие хлопководства было ограниченным, потому что применялось в основном только для местных потребностей. Известно, что в конце XIX — начале XX вв. хлопководство, как и скотоводство, виноградарство и др. отрасли не оставалось в стороне от процессов общей социально-экономической эволюции. С 90-х годов XIX века началось бурное развитие хлопководства в Азербайджане. Центрами хлопководства в Северном Азербайджане были Гекчайский уезд и южная равнинная часть Шемахинского уезда. Именно эти регионы обладали всеми необходимыми природными условиями для выращивания этой культуры. Есть сведения, что в 1923 году, в регионах, расположенных вблизи железной дороги, Гянджа, Гекчай, Агдаш, а также Нахичевань было распространено выращивание хлопчатника и производство хлопка. Главным фактором, давший толчок на бурное развитие хлопководства в этот период стал недостаток хлопка в Российской империи. Борьба за мировые рынки обострилась и вынуждала российских промышленников ввозить хлопок из-за границы и это стало причиной большого спроса российской хлопчатобумажной промышленности на местное сырье. В 1890 году в этих уездах хлопководством занимались уже 30 селений, которые собирали около 18 тыс. пуд. хлопка. С начала XX века начинается постоянное увеличение хлопковых посевов что продолжалось до первой мировой войны: в 1902 году площадь посевов хлопка составляла 3000 дес. земли, в 1908 году — 4200 дес. земли, 1909 г. — 5600, 1910 г. — 8000, 1912 г. — 10565, 1913 г. — 11200, 1915 г. — 10270, 1916 г. — 6170, 1917 г. — 2691.6 дес. земли. Наивысшие размеры посевных земель приходились на 1912-1915 гг.
В начале XX века все больше увеличивался вывоз хлопка из Гекчайского уезда по р. Кура. Одним из важнейших вывозов хлопковых продуктов составляли «чийид» — хлопковые семена, которые выращивались для заграницы и на маслобойные заводы Южного Кавказа. Из данного региона вывозилось почти 85-90 % всех производимых семян.

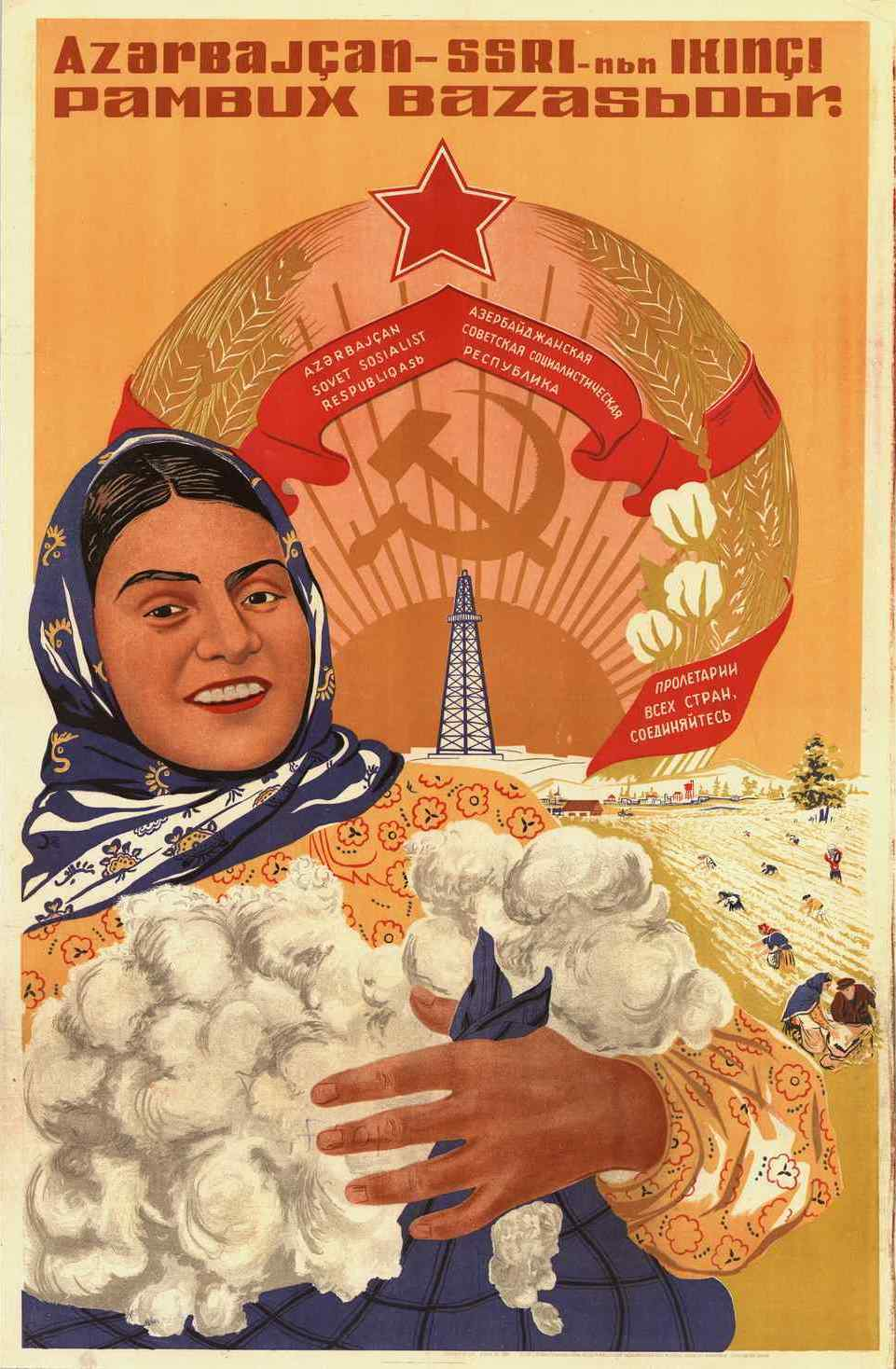
Советские плакат

В дореволюционном Азербайджане хлопководство превратилось в развитую отрасль, ценное сырьё вывозилось из региона. Основную массу хлопководов составляли крестьяне как с самостоятельными хозяйствами, так и наёмные работники.
В этих регионах в техническом отношении хлопководство было самой передовой отраслью земледелия. Культура хлопчатника требовала глубокую вспашку, которая производилась только плугами. Ещё с конца XIX века в данных уездах железный плуг начинает конкурировать с деревянным плугом. Уже с начала XX века даже перепашка перед посевом производилась новыми плугами. Одним из основных показателей технической оснащенности данной отрасли в этих регионах было распространение и применение водокачек для орошения плантаций. В 1904 году в хлопководческих районах Бакинской губернии насчитывалось уже 48 водокачек, которые могли подать на плантации не менее 2 куб. саж. воды в секунду. Раньше на этих землях имелись всего 2-3 водокачки.
Одними из лучших на р. Куре считались водокачки Талханбекова, Меликова, Акопова и др. предпринимателей. Только тремя насосами этих водокачек можно было оросить 1400—1500 десятин земли, из них 550—600 десятин хлопковых полей. Расширение хлопковых площадей в этих уездах происходило главным образом вследствие устройства новых водокачек.

#### В годы Советского Союза
Возрождение и развитие отрасли в Советском Азербайджане приходится на конец 60-х годов.
В 1969 году, после избрания Гейдара Алиева руководителем Азербайджана, производство хлопка составило 300 тыс. тонн, а в 1981 году эта цифра достигла 1 млн 15 тыс. тонн.
В 1970 году в Азербайджане на площади 190 тыс. гектаров был посеян хлопок , а в 1982 году — на площади 305 тыс. гектаров, в 1989 году этот показатель упал до уровня 279 тыс. гектаров В 1983 году урожайность каждого гектара составляла 28 центнеров с гектара, то в 1989 году эта цифра упала до 20 центнеров.

### Спад производства
Спад производства в отрасли начался уже до распада СССР и продолжился некоторое время после. Неблагополучная политика цен в хлопководстве, военные годы, конкуренция с другими отраслями земледелия, стихийные бедствия и другие факторы стали задерживать развитие хлопководства. В 1985 году производство хлопка в Азербайджане уменьшилась с 1 млн до 780 тыс. тонн. В 2009 году было заготовлено 31,9 тонн хлопка на территории в 21 000 гектаров, а в 2010 году этот показатель достиг 37,3 тонн на территории 30 000 гектаров. 2015 год стал самым неудачным в современной истории хлопководства в Азербайджане; с 18 тыс. гектаров было заготовлено всего 35 тыс. тонн хлопка.

### Возрождение хлопководства
2016 год стал переломным моментом в современном развитии хлопководства в Азербайджане. В этом году с площади 51 тысяча гектаров собрали около 90 тыс. тонн урожая, что втрое больше чем в 2015 году. В 2016 году с целью содействия развитию отрасли было проведено первое после долгого периода республиканское совещание по развитию хлопководства в Сабирабаде, а в 2017 году второе такое совещание провели в Саатлинском районе.
В 2019 по сравнению с 2018 годом снижена на 32 тысячи 401 гектар, но урожайность в 2019 году повысилась, достигнув с 13,4 до 30,35 центнера с гектара.
В 2020 году общая площадь посева хлопка в стране превысило 100 тыс. га, было произведено 336 тыс. тонн хлопка (на 41 тыс. тонн больше 2019 года). Средняя урожайность составила 33,6 центнера с гектара. Также было объявлено о развитии хлопководства за счет освобожденных территорий в ходе Второй карабахской войны.
В 2021 году урожайность составила 28,5 центнера с гектара.

## Республиканское совещание по развитию хлопководства

### Первое совещание — 2016 год, Сабирабад

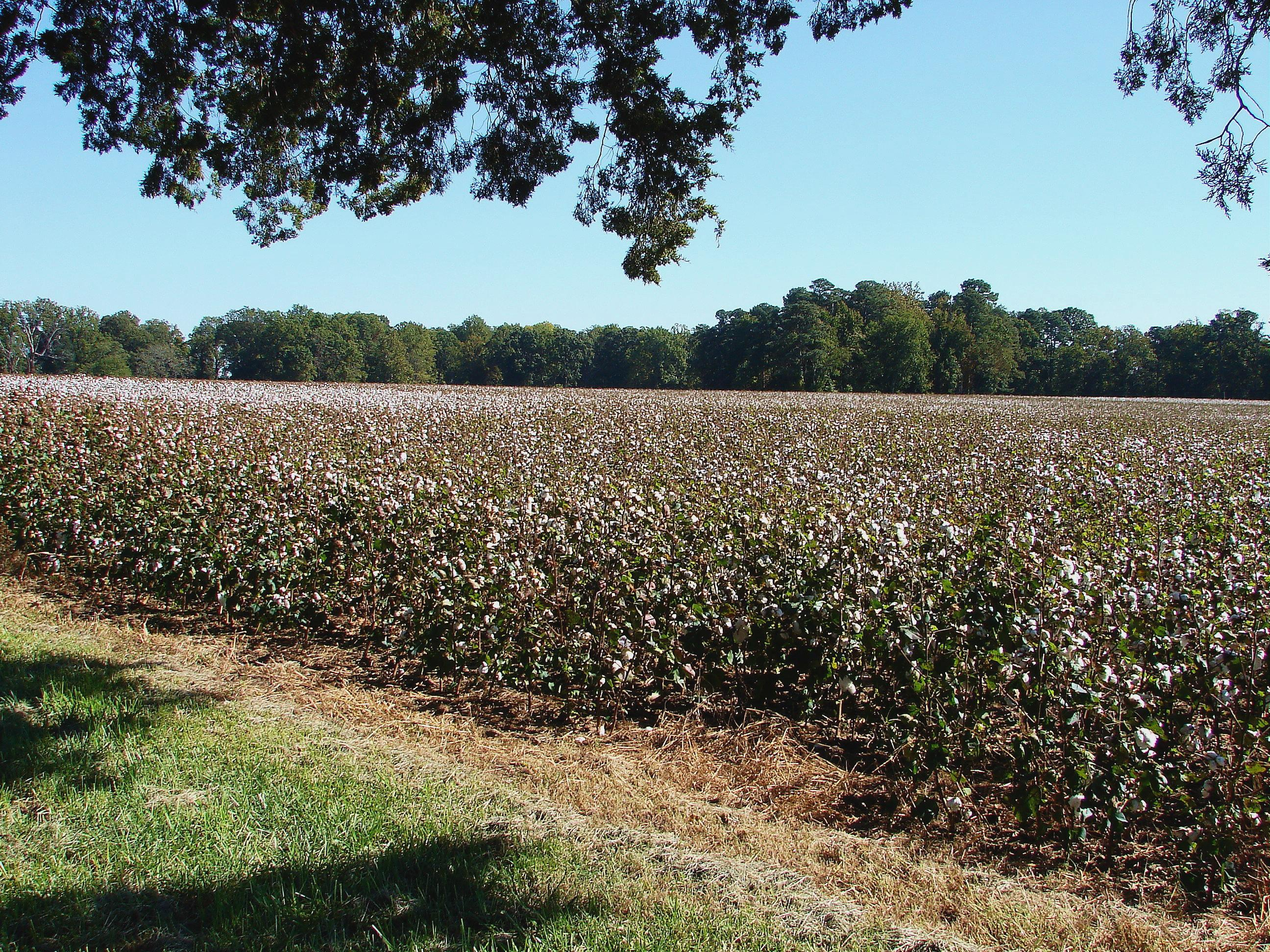
Плантации хлопка

17 сентября 2016 года в Доме культуре Сабирабадского района с участием Ильхам Алиева состоялось первое республиканское совещание по развитию хлопководства. Было отмечено, что 1970-80-е гг. ежегодно  Гейдар Алиев проводил в Сабирабаде зональное совещание. Были обговорены причины спада значимости хлопководства и предложен мере по развитию. И.Алиев отметил, что развитие этой сферы, наряду с решением экономических вопросов, также является социальным вопросом, так как, по составленному плану в 2016—2017 гг. на хлопковых полях 24 районов понадобится труд около 70 тыс. работников, что означает повышение занятости.
Глава исполнительной власти Сабирабада отметил, что в прошлом 2015 году по району было собрано 1853 тонн хлопкового урожая; 11,3 центнера с каждого гектара участка площадью всего 1633 гектара. В 2017 году здесь планируется посеять хлопок на орошаемых участках площадью 15 тыс. гектаров. 2274 гектаров из нихприходятся на долю государственного резервного фонда, 7175 гектаров составляют муниципальные земли, предназначенные для летних пастбищ, а 5551 гектар — долевые земли. На совещании было отмечено, что развитие хлопководства не должно реализоваться за счет сокращения других сфер. Цифры показывают, что посевная площадь этого района составляет всего 48,7 тыс. гектаров, 24 тыс. гектаров из которых засеяны зерном, 20 тыс. — клевером, и население ежегодно засеивает 6-7 тыс. гектаров огородными культурами.
Глава исполнительной власти Агджабеди, также в свою очередь отметил, что в этом году в районе площадь посевов хлопчатника по сравнению с 2015 годом увеличилась в 2,5 раза, т.е. на 3661 гектар. Цифры показали, что по предварительным расчетам с каждого гектара ожидается сбор 25-30 центнеров (1 центнер — 100 кг) урожая, несмотря на то, что в прошлом году с каждого гектара было собрано всего лишь 15,5 центнера. А если посмотреть с социальной точки зрения, то к засеву хлопковых участков и сбору урожая были привлечены более 7000 работников.
Заместитель генерального директора Производственного коммерческого общества с ограниченной ответственностью «МКТ» в своей речи отметил, что в 2016 году для посева хлопка был отделён участок площадью 50 тыс. гектаров. По данным, посев хлопка был осуществлен на участке площадью 31474 гектаров в 24 районах, 5000 гектаров из которого засеяны в инновационных хозяйствах, а остальные 26474 гектара — на основании договоров, заключенных с 2949 фермерами из разныг регионов. В общей сложности был достигнут выход на площади 30713 гектаров. Компанией импортировано 690,475 тонн семян хлопчатника, что полностью удовлетворяет потребность в посевном материале. Стоимость составила 2 094 425 долларов США. В Евлахском, Имишлинском, Агджабединском, Бейлаганском, Саатлинском и Самухском районах установлены 149 современных систем орошения, которые охватывают участок площадью 6750 гектаров.

#### Статистика посева хлопка
Хлопок был посеян в 24 районах. Ниже приведена статистика в некоторых из этих районов:
| Регион    | 2016 год               | Цель на 2017 год      |
| Саатлы    | 8 тысяч 100 гектаров   | 17 тысяч гектаров     |
| Сабирабад | 6 тысяч 100 гектаров   | 15 тысяч гектаров     |
| Билясувар | 6 тысяч гектаров       | 10 тысяч 500 гектаров |
| Имишли    | 5 тысяч гектаров       | 10 тысяч гектаров     |
| Бейляган  | около 4 тысяч гектаров | 8 тысяч 500 гектаров  |
| Агджабеди | 3 тысячи 600 гектаров  | 8 тысяч гектаров      |
| Барда     | 3 тысячи гектаров      | 8 тысяч 500 гектаров  |
| Нефтчала  | всего 1500 гектаров    | 10 тысяч гектаров     |
| Сальян    | всего 2180 гектаров    | 7 тысяч гектаров      |

### Второе совещание — 2017 год, Саатлы
28 марта 2017 года в районе Саатлы с участием Ильхама Алиева состоялось второе республиканское совещание по развитию хлопководства. В 2017 году наибольшая заготовка хлопка ожидалось в Саатлинском районе и хлопководство имеет большую пользу для развития района, поэтому именно этот район был избран местом проведения совещания.
И.Алиев отметил некоторые причины, по которым в предыдущие годы, период после приобретения независимости, не были достигнуты желаемые результат в развитии хлопководства. Как первую причину он отметил, что в первые годы независимости в Азербайджане не было достаточных финансовых возможностей; хлопководство является отраслью, требующей крупных инвестиций. Также в период независимости были проблемы продовольственной безопасности, ибо в советское время существовал всесоюзный промышленно-экономический комплекс, в Азербайджане развивались виноградарство, хлопководство, табаководство, увеличивалось производство фруктов и овощей. А после приобретения независимости завозили продовольственные продукты из других республик — России, Украины, Беларуси, что было большой зависимостью.
Средняя урожайность ожидается в пределах 20 центнеров. В прошлом году она составила 17 центнеров.

#### Статистика посева хлопка
В 2017 году хлопок будет посеян в 22 районах. По данным, посевные площади составят 136 тыс. гектаров.
| Регион     | 2017 год                   |
| Агджебеди  | 8 тысячи 800 гектаров      |
| Агдам      | 3 тысячи гектаров          |
| Агдаш      | 3 тысячи гектаров          |
| Агсу       | 2 тысячи 500 гектаров      |
| Бейляган   | 8 тысячи 500 гектаров      |
| Барда      | 8 тысячи 500 гектаров      |
| Билясувар  | 11 тысячи гектаров         |
| Джалилабад | 500 гектаров               |
| Физули     | 2 тысячи гектаров          |
| Геранбой   | 5 тысячи гектаров          |
| Гаджигабул | 1 тысячи 200 гектаров      |
| Имишли     | 18 тысячи гектаров         |
| Кюрдамир   | 4 тысячи гектаров          |
| Нефтчала   | 10 тысячи гектаров         |
| Саатлы     | 17 тысячи 100 гектаров     |
| Сабирабад  | 15 тысячи гектаров         |
| Сальян     | 7 тысячи гектаров          |
| Самух      | 30 тысячи гектаров         |
| Уджар      | 2 тысячи 500 гектаров      |
| Евлах      | примерно 2 тысячи гектаров |
| Зардаб     | 3 тысячи 100 гектаров      |

## Внешние ссылки
- ИЗ ИСТОРИИ СЕВЕРОАЗЕРБАЙДЖАНСКОЙ ДЕРЕВНИ В КОНЦЕ XIX- НАЧАЛЕ XX вв.[1]
- Исторические этапы развития хлопководства в Азербайджане — ЧАСТЬ I
- Аграрно-Промышленный Комплекс Азербайджана(АПКА)
- 1 Сельское хозяйство — Управление делами Президента Азербайджанской Республики — ПРЕЗИДЕНТСКАЯ БИБЛИОТЕКА Архивная копия от 19 августа 2019 на Wayback Machine

1. ↑  Гаджи Гасанов. ИЗ ИСТОРИИ СЕВЕРОАЗЕРБАЙДЖАНСКОЙ ДЕРЕВНИ В КОНЦЕ XIX- НАЧАЛЕ XX вв.